# Mauzé-Thouarsais
Mauzé-Thouarsais là một xã thuộc tỉnh Deux-Sèvres trong vùng Nouvelle-Aquitaine phía tây nước Pháp. Xã này nằm ở khu vực có độ cao trung bình 106 mét trên mực nước biển.